# Oospila pulchripicta
Oospila pulchripicta là một loài bướm đêm trong họ Geometridae.